# Wahlen zum kollektiven Staatspräsidium von Bosnien und Herzegowina 1996
Die Wahlen zum kollektiven Staatspräsidium des Staates Bosnien und Herzegowina am 14. September 1996 waren die ersten Wahlen für dieses Gremium nach Abschluss des Abkommens von Dayton Ende 1995, das den seit 1992 geführten Krieg in Bosnien und Herzegowina beendet hatte. Die Wahlen wurden innerhalb der konstituierenden Völker, also der Bosniaken, der Serben und der Kroaten getrennt abgehalten, die jeweils einen Vertreter in das Staatspräsidium entsandten.

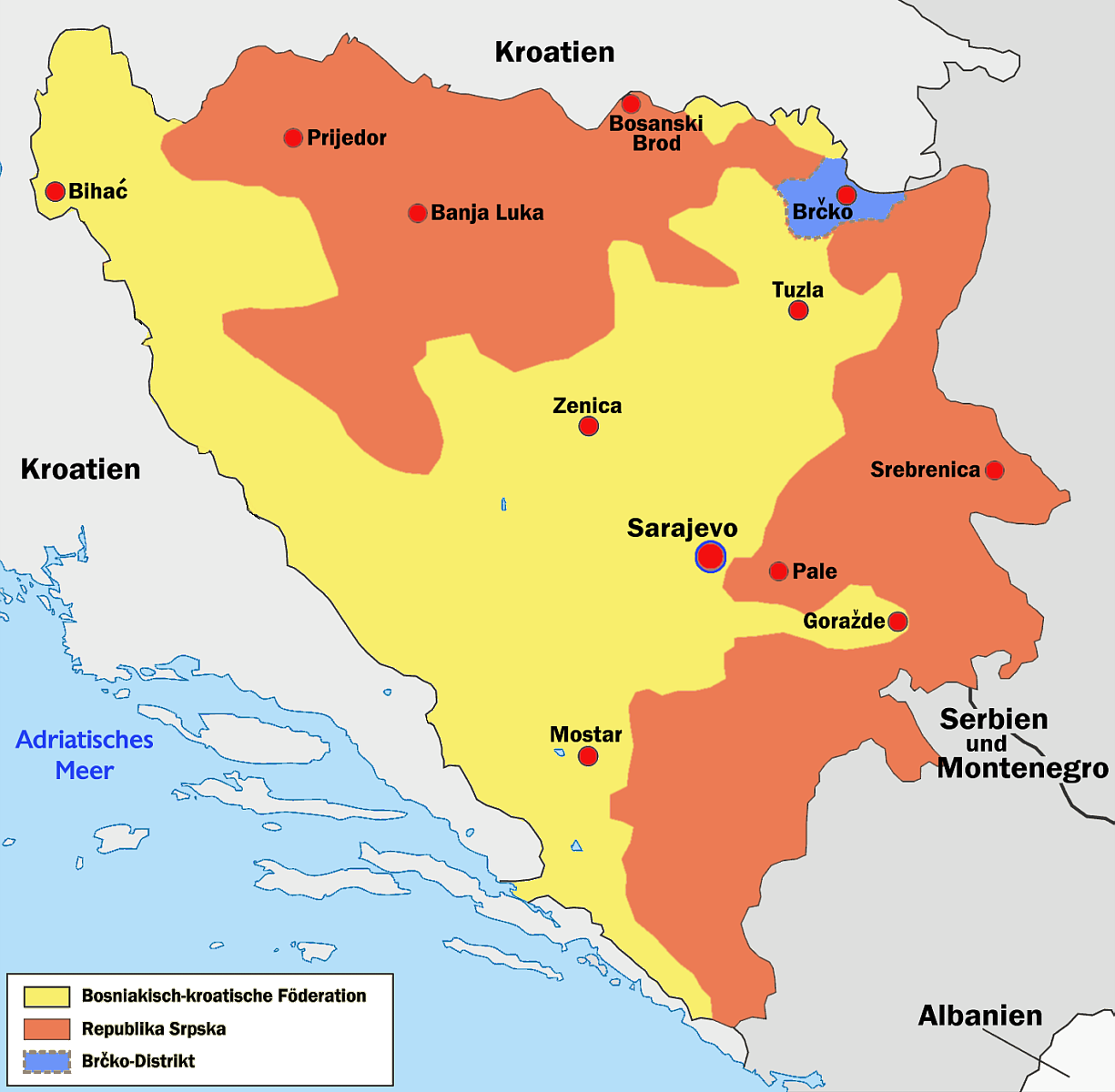
Politische Gliederung (Dayton 1995)

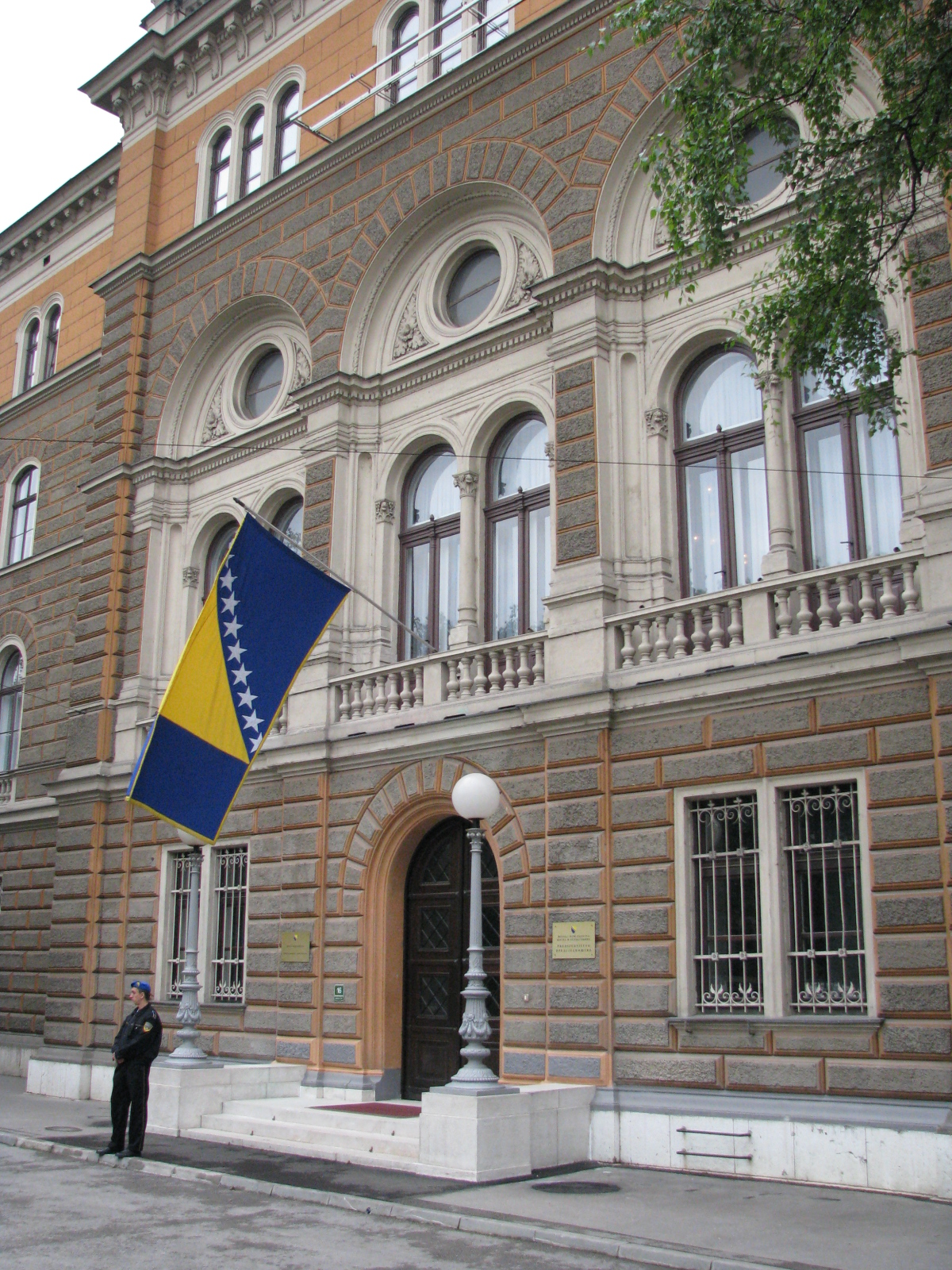
Das Präsidentschaftsgebäude in Sarajewo

Gewählt wurden Alija Izetbegović, Krešimir Zubak und Momčilo Krajišnik. Erster Vorsitzender des Präsidiums wurde Alija Izetbegović.

## Wahlergebnisse
Wahlergebnis bosniakischer Kandidat
Abgegebene Stimmen: 913.277
| Kandidat          | Partei                                                         | Stimmen | in Prozent |
| ----------------- | -------------------------------------------------------------- | ------- | ---------- |
| Alija Izetbegović | Partei der demokratischen Aktion (SDA)                         | 730.592 | 80,00 %    |
| Haris Silajdžić   | Partei für Bosnien und Herzegowina (SBiH)                      | 124.396 | 13,62 %    |
| Fikret Abdić      | Demokratischer Bürgerlicher Zusammenschluss (DNZ)              | 25.584  | 2,80 %     |
| Sead Avdić        | Gemeinsame Liste Bosnien und Herzegowina (Zdruzena Lista BiH)* | 21.254  | 2,33 %     |
| Ibrahim Spahić    | Bürgerliche Demokratische Partei (GDS)                         | 4.127   | 0,45 %     |
| Hasib Salkić      | Liberale Demokratische Partei (LDP)                            | 3.427   | 0,38 %     |
| Mirnes Ajanović   | Bosnische Partei (BOSS)                                        | 2.424   | 0,27 %     |
| Safet Redžepagić  | Partei des wirtschaftlichen Wohlstands (SPP)                   | 1.473   | 0,16 %     |

Wahlergebnis kroatischer Kandidat
Abgegebene Stimmen: 372.564
| Kandidat       | Partei                                                              | Stimmen | in Prozent |
| -------------- | ------------------------------------------------------------------- | ------- | ---------- |
| Krešimir Zubak | Kroatische Demokratische Union (HDZ)                                | 330.477 | 88,70 %    |
| Ivo Komšić     | Gemeinsame Liste Bosnien und Herzegowina (Združena Lista BiH) (ZL)* | 37.684  | 10,11 %    |
| Anton Štitić   | Bürgerliche Demokratische Partei (GDS)                              | 2.206   | 0,59 %     |
| Vinko Ćuro     | Liberale Demokratische Partei (LDP)                                 | 2.197   | 0,59 %     |

* = Die Gemeinsame Liste Bosnien und Herzegowina (Zdruzena Lista BiH, ZL) war ein Bündnis aus Sozialdemokratische Partei von Bosnien und Herzegowina (SDP),
 Union bosnischer Sozialdemokraten (UBSD), der Muslimisch-bosniakische Organisation (MBO) und der Kroatischen Bauernpartei (HSS).
Wahlergebnis serbischer Kandidat
Abgegebene Stimmen: 1.026.157
| Kandidat          | Partei | Stimmen | in Prozent |
| ----------------- | --- | ------- | ---------- |
| Momčilo Krajišnik | Serbische Demokratische Partei (SDS)                                                                          | 690.646 | 67,30 %    |
| Mladen Ivanić     | Gemeinsamer Kandidat von Liga für Frieden und Fortschritt (NSSM) und Demokratischer Patriotischer Block (DPB) | 307.461 | 29,96 %    |
| Milivoj Zarić     | Serbische Patriotische Partei (SPAS)                                                                          | 15.407  | 1,50 %     |
| Branko Latinović  | Serbische Partei Krajina (SSK)                                                                                | 12.643  | 1,23 %     |